# Олье, Луи Леопольд
Луи Ксавье Эдуард Леопольд Олье (фр. Louis Xavier Édouard Léopold Ollier; 2 декабря 1830[…], Ле-Ван — 25 ноября 1900, 2-й округ Лиона) — французский хирург. Основатель ортопедии и современной восстановительной хирургии.

## Биография
Потомственный врач. Его отец и дед были медиками.
Окончил Университет Монпелье. С 1851 года начал работать врачом в Лионской больнице.
В 1857 году в Париже получил докторскую степень в области медицины. С 1860 года — главный хирург больницы «Отель-Дье» в Лионе. В 1877 году — профессор клинической хирургии. Работал в Париже и Лионе.

## Научная деятельность
Луи Олье прославился своими работами в области хирургии костей и суставов человеческого тела. Стал известен на международном уровне, благодаря техническим разработкам и исследованиям регенерации кости, надкостницы и т. д.
Пионер в области костной пластики, впервые провел хирургическую операцию удаления таранной кости, известной ныне как Астрагалэктомия.
Именем Олье назван внутренний, или остеогенный, слой (stratum osteogenicum) надкостницы костей (Слой Олье), а также Болезнь Олье (диспропорция длин сегментов конечности и туловища).

## Избранная библиография
- Des moyens chirurgicaux de favoriser la reproduction des os après les résections, etc. in: Gazette hebdomadaire de médecine et de chirurgie, 1858
- Traité expérimental et clinique de la régénération des os et de la production artificielle du tissu osseux, 1867
- Greffes cutanées ou autoplastiques
- Traité des résections et des opérations conservatrices qu’ on peut pratiquer sur le système nerveux, 1885—1898.
- Exostoses multiples, (1889)

## Награды
- Командор Ордена Почётного легиона (1894).

## Память
- Имя Луи Леопольда Олье присвоено музею патологической анатомии при университете Лиона.